# Comuna Streptiv, Kameanka-Buzka
Streptiv (în ucraineană Стрептів) este o comună în raionul Kameanka-Buzka, regiunea Liov, Ucraina, formată din satele Derevleanî, Iamne, Spas și Streptiv (reședința).

## Demografie
Componența lingvistică a comunei Streptiv
     Ucraineană (99,74%)
     Alte limbi (0,26%)
Conform recensământului din 2001, majoritatea populației comunei Streptiv era vorbitoare de ucraineană (99,74%), existând în minoritate și vorbitori de alte limbi.